# Is There Love in Space?
Is There Love in Space? – album studyjny amerykańskiego gitarzysty Joe Satrianiego. Wydawnictwo ukazało się 13 kwietnia 2004 roku nakładem wytwórni muzycznej Epic Records. Płyta dotarła do 80. miejsca listy Billboard 200 w Stanach Zjednoczonych.
Kompozycje zostały zarejestrowane i zmiksowane w The Plant Studios. Dodatkowe partie instrumentów zostały zrealizowane w Studio 21. Mastering odbył się w Sterling Sound w Nowym Jorku.

## Lista utworów
Opracowano na podstawie materiału źródłowego.
(muzyka: Joe Satriani)
1. "Gnaahh" – 3:33
2. "Up in Flames" – 4:33
3. "Hands in the Air" – 4:27
4. "Lifestyle" – 4:34
5. "Is There Love in Space?" – 4:50
6. "If I Could Fly" – 6:31
7. "The Souls of Distortion" – 4:58
8. "Just Look Up" – 4:50
9. "I Like the Rain" – 4:00
10. "Searching" – 10:07
11. "Bamboo" – 5:45

## Twórcy
Opracowano na podstawie materiału źródłowego.
| - Joe Satriani – gitara rytmiczna, gitara prowadząca, instrumenty klawiszowe, harmonijka ustna, śpiew, aranżacje, produkcja muzyczna - Matt Bissonette – gitara basowa - Jeff Campitelli – perkusja, instrumenty perkusyjne - John Cuniberti – tamburyn, realizacja dźwięku - Justin Phelps - asystent realizatora dźwięku - Mike Boden - asystent realizatora dźwięku | - Eric Caudieux - edycja - George Marino – mastering - Mike Fraser – miksowanie - Michael Sandoval - obsługa techniczna - Mike Manning - obsługa techniczna - Greg Watermann - zdjęcia - Rex Ray - oprawa graficzna - ZZ Satriani - ilustracje |

## Listy sprzedaży
| Lista               | Kraj              | Pozycja |
| ------------------- | ----------------- | ------- |
| Billboard 200       | Stany Zjednoczone | 80      |
| Top Internet Albums | Stany Zjednoczone | 80      |
| MegaCharts          | Holandia          | 97      |
| SNEP                | Francja           | 45      |
| Schweizer Hitparade | Szwajcaria        | 83      |